# Bobrowiczki
Bobrowiczki (deutsch Neu Bewersdorf) ist ein Dorf in der polnischen Woiwodschaft Westpommern und gehört zur Landgemeinde Sławno (Schlawe) im Kreis Sławno.
Bobrowiczki liegt drei Kilometer südwestlich von Sławno an der Landesstraße 6 Danzig – Stettin (ehemalige Reichsstraße 2, heute auch Europastraße 28). Die nächste Bahnstation ist Sławno an den PKP-Strecken Nr. 202 Danzig – Stargard und Nr. 418 Darłowo (Rügenwalde) – Korzybie (Zollbrück). Nachbarorte sind: im Westen und Norden Bobrowice (Alt Bewersdorf), im Osten Sławno und im Süden Kwasowo (Quatzow). Die Feldmark ist im Süden hügelig bis zu 55 Metern über NN, im Norden weitgehend eben bis zu den Ausläufern der Moszczenica (Motze)-Niederung.
Neu Bewersdorf wurde nach den Stein-Hardenbergschen Reformen zu Beginn des 19. Jahrhunderts auf Teilen des Geländes des ehemaligen Schlawer Ackerhofes angelegt. Die Namensgebung erfolgte in Unterscheidung vom einen Kilometer weiter nordwestlich liegenden Bewersdorf, das dann die Bezeichnung Alt Bewersdorf erhielt. Die Stadt Schlawe dürfte aufgrund hoher Schulden (nach Franzosenzeit und Freiheitskriegen) den Ackerhof aufgegeben haben. Die Aufsiedelung des Ackerwerkes und die Anlage von Neu Bewersdorf dürfte vor 1834 gelegen haben.
Im Jahre 1864 zählt der Ort 658 Einwohner, deren Zahl bis 1939 auf 403 sank.
Bis 1945 gehörte Neu Bewersdorf zum Amtsbezirk Bewersdorf (Sitz: Alt Bewersdorf) im Landkreis Schlawe i. Pom. im Regierungsbezirk Köslin der Preußen|preußischen Provinz Pommern. Es lag im Standesamtsbezirk und Amtsgerichtsbereich Schlawe. Letzter deutscher Bürgermeister vor 1945 war Ernst Wunder.
Am 7. März 1945 drangen sowjetische Truppen auf ihrem Vormarsch nach Schlawe in Neu Bewersdorf ein. Die meisten deutschen Bewohner wurden noch 1945 vertrieben.
Kirchlich – die Bevölkerung war vor 1945 fast ausnahmslos evangelisch – war Neu Bewersdorf mit Alt Bewersdorf (heute polnisch: Bobrowice), Alt Warschow (Warszowo) und Neu Warschow (Warszówko) sowie Coccejendorf (früher Schwenzenhagen, heute Radosław) in das Kirchspiel Schlawe integriert. Es gehörte zum Kirchenkreis Schlawe der Kirchenprovinz Pommern der Kirche der Altpreußischen Union. Letzte deutsche Geistliche waren Superintendent Eduard Block und Pfarrer Friedrich Gehrmann.
Seit 1945 sind die Einwohner von Bobrowiczki nahezu alle römisch-katholisch. Der Ort gehört weiterhin zu der – nun freilich katholischen – Parochie Sławno, die zum Dekanat Sławno im Bistum Köslin-Kolberg der Katholischen Kirche in Polen rechnet. Evangelische Kirchenglieder gehören zum Kirchspiel Koszalin (Köslin) in der Diözese Pommern-Großpolen der Evangelisch-Augsburgischen Kirche in Polen.
Die zweiklassige Volksschule lag bis 1945 an der Reichsstraße und war kurz nach dem Ersten Weltkrieg erbaut worden. Hier wurden zwischen 50 und 60 Kinder unterrichtet. Letzter deutscher Schulleiter war Lehrer Reinhold Schmidt.